# Tepuímyrtörnskata
Tepuímyrtörnskata (Thamnophilus insignis) är en fågel i familjen myrfåglar inom ordningen tättingar.

## Utbredning och systematik
Tepuímyrtörnskata delas in i två underarter:
- Thamnophilus insignis nigrifrontalis – förekommer i sydvästligaste Venezuela (Macizo de Sipapo i västra Amazonas)
- Thamnophilus insignis insignis – förekommer i tepuis i södra Venezuela och angränsande västra Guyana och norra Brasilien

## Status och hot
Arten har ett stort utbredningsområde, men tros minska i antal, dock inte tillräckligt kraftigt för att den ska betraktas som hotad. Internationella naturvårdsunionen IUCN listar arten som livskraftig (LC).